# نیونیوآ
نیونیوآ (به اسپانیایی: Ñuñoa) یک شهرستان در شیلی است که در استان سانتیاگو واقع شده‌است. نیونیوآ ۱۶٫۹ کیلومترمربع مساحت و ۱۶۳٬۵۱۱ نفر جمعیت دارد.